# Форсайт, Малькольм
Малькольм Денис Форсайт CM (англ. Malcolm Denis Forsyth) — южноафриканский и канадский тромбонист, композитор, дирижёр и педагог XX века. Трёхкратный лауреат премии «Джуно» за лучшее классическое сочинение, композитор года в Канаде (1989).

## Биография
Малькольм Форсайт родился в Кейптауне (ЮАР) в 1937 году. Вначале учился игре на фортепиано, а затем на тромбоне и флейте. В 1963 году получил степень бакалавра, а в 1966 году магистра музыки в Кейптаунском университете. Его учителем тромбона был Ханс Грин, композицию и оркестровку ему преподавали Стефанс Грове и Стэнли Глассер, а дирижёрскую технику вначале Георг Тинтнер, а позже Джордж Херст.
С 1960 года Форсайт — тромбонист Кейптаунского симфонического оркестра. Он также пишет оркестровки для South African Broadcasting Corporation, а в 1967 году преподает в Кейптаунском университете, в котором одновременно работает над получением докторской степени. В 1968 году он эмигрирует в Канаду и обосновывается в Эдмонтоне, одновременно продолжая обучение в Кейптаунском университете.
Форсайт получил степень доктора философии в 1972 году. К этому моменту он уже преподавал теорию музыки, композицию и игру на тромбоне в Альбертском университете. В середине и конце 80-х годов помимо преподавания он также занимал в университете различные административные должности. С 1973 года помимо Альбертского университета он также преподавал тромбон в Банффской школе изящных искусств. Он продолжал педагогическую деятельность до 2002 года. Среди его учеников современный канадский композитор Джон Эстасио.
С 1968 по 1980 год Форсайт играет в Эдмонтонском симфоническом оркестре, в том числе с 1973 года в качестве первого тромбона. С конца 60-х до середины 80-х годов он играл и дирижировал в нескольких камерных и духовых ансамблях, включая основанный им Форсайтовский ансамбль тромбонистов (1974—83). Как дирижёр он работал также с Балетом Альберты и рядом других оркестров в Канаде и ЮАР. Он сотрудничал с CBC и в 1968 году был режиссёром и ведущим телепрограммы CBC «Музыка двадцатого века».
Форсайт продолжал активно работать до начала нового века. В октябре 2010 года у него был диагностирован рак поджелудочной железы. Форсайт скончался в Эдмонтоне в июле 2011 года в возрасте 74 лет.
Дочь Малькольма Форсайта, Аманда Форсайт, является ведущей виолончелисткой оркестра Национального центра искусств и женой его музыкального директора Пинхаса Цукермана.

## Творчество
Малькольм Форсайт был разносторонним композитором, способным писать академическую музыку и в современной, более экспериментальной манере, и в более доступных широкому кругу слушателей формах — в первую очередь это проявлялось в его произведениях для духового оркестра, где он широко использовал приемы пастиша и пародии. В 1996 году он пояснял: «Я всегда сохранял чувство ответственности перед слушателями. Я сам преданный слушатель, преданный идее концертной музыки, способной захватывать людей... Всё, что я делаю, делается с учётом этого (слушательского) опыта».
Творчество Форсайта включает как произведения для большого оркестра, так и камерные работы, хоровую музыку и песни. Его произведения отличает индивидуальный ритм и использование всех богатых возможностей оркестровки. Во многих из его известных произведений, в частности «Зарисовках из Наталя» (1970), Симфонии №1 (1972) и «Музыке для рта, маримбы, мбиры и рототомов» (1973), заметно сильное влияние музыки чёрной Африки, в первую очередь зулусской. В других, более поздних, работах, в том числе Atayoskewin (1984) и «Канцоне» (1985), композитору удалось передать дух музыки американских индейцев.
Произведения Форсайта исполняются как в Канаде, так и за рубежом. Он писал музыку по заказам CBC (выпустившей несколько дисков с его произведениями), Монреальского, Эдмонтонского и Кейптаунского симфонических оркестров, Натальского филармонического оркестра и ансамбля Canadian Brass и для таких исполнителей, как Морин Форрестер и Джудит Форст. С 1996 года до ухода на пенсию в 2002 году он был штатным композитором Альбертского университета. Своё последнее произведение, «Канадскую балладу» на слова канадских поэтов Джона Маккрея, Ральфа Густафсона, Э. Дж. Пратта и Карла Хейра он завершил уже после того, как у него был обнаружен рак, и в середине июня 2011 года, незадолго до смерти, присутствовал на его премьерном исполнении |оркестром Национального центра искусств.

## Признание
Творчество Форсайта удостоилось высоких оценок. Он трижды завоевывал премию «Джуно» за лучшее классическое сочинение: в 1987 году за Atayoskewin, в 1995 году за «Зарисовки из Наталя» и в 1998 году за написанный для дочери Аманды концерт для виолончели с оркестром Electra Rising.
В 1988 году Канадский музыкальный совет назвал Форсайта композитором года в Канаде. В 2003 году он стал кавалером ордена Канады. Награжден также медалью  Бриллиантового юбилея королевы Елизаветы II.